# Kanton Haguenau
Der Kanton Haguenau ist ein französischer Wahlkreis im Département Bas-Rhin in der Region Grand Est (bis 2015 Elsass) in Frankreich.

## Geschichte
Der Kanton wurde am 4. März 1790 im Zuge der Einrichtung der Départements als Teil des damaligen „Distrikts Strasbourg“ gegründet.
Mit der Gründung der Arrondissements am 17. Februar 1800 wurde der Kanton als Teil des damaligen Arrondissements Strasbourg neu zugeschnitten.
Von 1871 bis 1919 gab es keine weitere Untergliederung des damaligen „Kreises Hagenau“.
Am 28. Juni 1919 wurde der Kanton Teil des neu gegründeten Arrondissements Haguenau-Wissembourg.

## Geografie
Der Kanton grenzte bis 2014 im Norden an die Kantone Wœrth und Soultz-sous-Forêts im Arrondissement Wissembourg, im Osten an den Kanton Bischwiller, im Süden und Südwesten an die Kantone Brumath und Hochfelden im Arrondissement Strasbourg-Campagne und im Nordwesten an den Kanton Niederbronn-les-Bains.

## Gemeinden
Der Kanton besteht aus 14 Gemeinden mit insgesamt 50.733 Einwohnern (Stand: 1. Januar 2021) auf einer Gesamtfläche von 256,46 km²:
| Gemeinde               | Einwohner 1. Januar 2022 | Fläche km² | Dichte Einw./km² | Code INSEE | Postleitzahl |
| ---------------------- | ------------------------ | ---------- | ---------------- | ---------- | ------------ |
| Batzendorf             | 983                      | 6,74       | 146              | 67023      | 67500        |
| Berstheim              | 490                      | 3,09       | 159              | 67035      | 67170        |
| Dauendorf              | 1.448                    | 7,63       | 190              | 67087      | 67350        |
| Haguenau               | 35.715                   | 182,59     | 196              | 67180      | 67500        |
| Hochstett              | 409                      | 2,13       | 192              | 67203      | 67170        |
| Huttendorf             | 494                      | 4,40       | 112              | 67215      | 67270        |
| Morschwiller           | 601                      | 4,62       | 130              | 67304      | 67350        |
| Niederschaeffolsheim   | 1.348                    | 6,24       | 216              | 67331      | 67500        |
| Ohlungen               | 1.343                    | 8,39       | 160              | 67359      | 67590        |
| Schweighouse-sur-Moder | 5.050                    | 9,91       | 510              | 67458      | 67590        |
| Uhlwiller              | 682                      | 7,46       | 91               | 67497      | 67350        |
| Wahlenheim             | 606                      | 2,55       | 238              | 67510      | 67170        |
| Wintershouse           | 854                      | 3,66       | 233              | 67540      | 67590        |
| Wittersheim            | 710                      | 7,05       | 101              | 67546      | 67670        |
| Kanton Haguenau        | 50.733                   | 256,46     | 198              | 6705       | –            |

Bis zur landesweiten Neuordnung der französischen Kantone im März 2015 gehörten zum Kanton Haguenau die 16 Gemeinden Batzendorf, Berstheim, Dauendorf, Haguenau, Hochstett, Huttendorf, Kaltenhouse, Morschwiller, Niederschaeffolsheim, Ohlungen, Schweighouse-sur-Moder, Uhlwiller, Wahlenheim, Weitbruch, Wintershouse und Wittersheim. Sein Zuschnitt entsprach einer Fläche von 275,29 km2. Er besaß vor 2015 einen anderen INSEE-Code als heute, nämlich 6709.